# Lydia Cacho

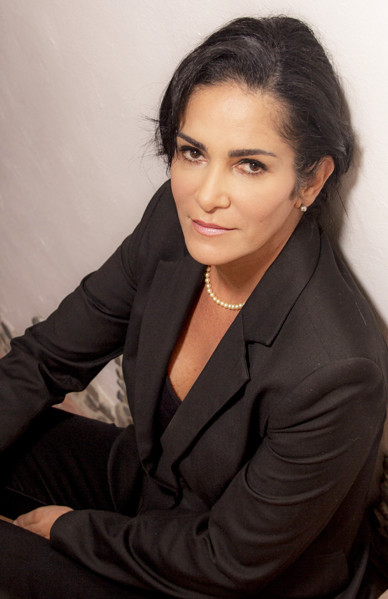
Lydia Cacho

Lydia Cacho Ribeiro (* 12. April 1963 in Mexiko-Stadt) ist eine mexikanische Journalistin, Feministin und Menschenrechtsaktivistin.

## Leben
Cacho Ribeiros Mutter war während des Zweiten Weltkrieges von Frankreich nach Mexiko emigriert und heiratete dort einen einheimischen Ingenieur. 1985 zog Cacho nach Cancún und arbeitete für den Kulturteil der Zeitung Novedades de Cancún. Mitte der 1990er Jahre verfasste sie Artikel über die Prostitution von kubanischen und argentinischen Mädchen in der Stadt. Sie betreibt dort eine Einrichtung für Kinder und Frauen, die der Prostitution entflohen sind, das Centro Integral de Atención a las Mujeres. 2003 erweckte ihr Artikel in der Zeitung Por Esto über den sexuellen Missbrauch von Minderjährigen Aufmerksamkeit, da sie einen lokalen Hotelbesitzer namentlich erwähnte.
Danach verfasste sie das Buch Los Demonios del Edén (Die Dämonen von Eden), in dem sie den Geschäftsmann Jean Succar Kuri beschuldigte, in einen Ring von Kinderpornographie und Prostitution verwickelt zu sein. Sie hatte Zeugenaussagen und einen Film, gedreht mit versteckter Kamera als Beleg. Das Buch erwähnte auch prominente Politiker wie Emilio Gamboa Patrón und Miguel Ángel Yunes Linares als in die Sache verwickelt.
Nach mehreren Verhaftungen und Anklagen empfahl 2008 die Menschenrechtskommission der Vereinten Nationen Cacho die Ausreise und die Beantragung von politischem Asyl.
Cacho recherchierte auch über die sexuelle Ausbeutung Minderjähriger aus anderen Ländern wie der Türkei, Israel, Japan, Kambodscha. Ihr Buch Sklaverei. Im Inneren des Milliardengeschäfts Menschenhandel erschien 2011 auch auf Deutsch.
Im August 2012 floh Cacho nach einer Morddrohung ins Ausland. Die Drohung könnte mit ihrem letzten Buch zusammenhängen, da sie darin unter anderem den Menschenhandel mexikanischer Drogenkartelle schilderte.
Anlässlich des Welttages der Pressefreiheit 2014 wurde sie von Reporter ohne Grenzen als einer der weltweit „hundert Helden der Informationsfreiheit“ genannt.

## Auszeichnungen (Auswahl)
- Sie erhielt 2007 den Amnesty International Ginetta Sagan Preis für die Rechte der Frauen und Kinder
- 2007: Preis für mutigen Journalismus (Courage in Journalism Award) der Internationalen Medien Stiftung der Frauen IWMF (International Women’s Media Foundation).
- 2008 erhielt sie den UNESCO/Guillermo Cano Preis Freiheit der Weltpresse und den Tucholsky-Preis (Schweden).
- 2009 wurde Cacho mit der Wallenberg-Medaille der Universität von Michigan ausgezeichnet. Ihre mutige Arbeit als Journalistin, die dafür kämpft, die Korruption in das öffentliche Bewusstsein zu rücken, die kriminelle Ausbeutung von Frauen und Kinder ermöglicht, wurde ausgezeichnet.
- 2011 erhielt Lydia Cacho den Olof-Palme-Preis.[7]

## Werke
- Los Demonios del Edén (2005), Grijalbo Mondadori, México, ISBN 968-5957-58-4.
- Sklaverei. Im Inneren des Milliardengeschäfts Menschenhandel. Fischer, Frankfurt 2011, ISBN 978-3-10-010010-8.